# Sueños y discursos
Sueños y discursos de verdades descubridoras de abusos, vicios y engaños en todos los oficios y estados del mundo (títol original castellà; literalment, 'Somnis i discursos de veritats descobridores d'abusos, vicis i enganys en tots els oficis i estats del món'), més conegut abreujadament amb el nom de Sueños y discursos, és l'obra filosòfica més famosa de Francisco de Quevedo. Fou publicada a Barcelona pel llibreter Joan Sapera i l'impressor Esteve Liberós el 1627. Juntament amb El Buscón, és l'òbra més coneguda i complexa de Quevedo.
Considerada una de les obres mestres de la prosa espanyola del barroc, és composta de cinc parts: Sueño del Juicio Final ('Somni del Judici Final'), El alguacil endemoniado (L'agutzil endimoniat), Sueño del Infierno ('Somni de l'Infern'), El mundo por de dentro ('El món de per dins') i Sueño de la muerte ('Somni de la mort'). Totes destaquen pels seus jocs conceptistes, les al·legories i el ric lèxic de l'autor. Quevedo adapta la tradició humanista a la seva època, a través de breus anècdotes, per tal d'aconseguir exercir una crítica social envers tots els estaments de l'Espanya dels Àustries.
A causa de l'estricta censura de l'època, que ja li havia portat problemes a Quevedo, el 1631 es van publicar versions esporgades dels Sueños sota el títol de Juguetes de la niñez ('Joguines de la infantesa'). A partir d'aquesta edició, el Sueño del Juicio Final fou anomenat Sueño de las calaveras ('Somni de les calaveres'); El alguacil endemoniado, El alguacil alguacilado ('L'agutzil agutzilat'); Sueño del Infierno, Zahúrdas de Plutón ('Corts [de porcs] de Plutó'); El mundo por de dentro va continuar mantenint el seu nom originari i el Sueño de la Muerte fou conegut com la Visita de los chistes ('Visita dels acudits').
El pessimisme de Quevedo, tal com correspon al barroc, planteja una justícia divina més propera al càstig que a la gràcia. Els relats oscil·len entre un tipus de disquisicions filosòfiques i unes altres de moralistes. Quevedo hi explica les menes d'homes que hi ha, com es condemna la raça humana i la naturalesa dels dimonis, i s'hi ataquen els vicis dels contemporanis seus.

## Context

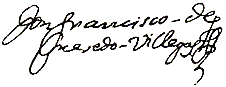
Signatura de Francisco de Quevedo

Es tracta de l'obra més popular de Quevedo i es va escriure per parts entre el 1605 i el 1621. Segons George Haley, el primer que es va redactar va ser el Sueño del juicio final, el 1605, seguit per El alguacil endemoniado el 1607. El 1608 va compondre el Sueño del Infierno i el 1612 El mundo por de dentro. Finalment, el darrer dels Sueños de Quevedo, el Sueño de la muerte, data del 1621.
La datació cronològica permet establir dos grans blocs d'obres: el primer (1606-1608) i el segon, que abasta un període molt més gran i comprèn els dos últims opuscles, escrits el 1612 i el 1621 respectivament. El 1610 la censura inquisitorial va frustrar l'intent de Quevedo de publicar els seus tres primers Sueños. De fet, els únics considerats com a somnis eren el Sueño del juicio final i el Sueño del Infierno. El títol de «discursos» li fou aplicat per tal com satiritzava els costums i criticava la seva època; d'altra banda, per «discursos» s'entenen únicament els textos més llargs de l'obra publicada el 1627.
El fet que la visió somiada no constitueixi un element comú a tots cinc textos dona entenent que Quevedo no va idear cap planificació prèvia per escriure la seva obra. L'autor madrileny va elaborar els Sueños a base de temes que ja havia utilitzat ell mateix i que tornarà a fer servir més endavant, i també va reprendre idees procedents de l'antiguitat clàssica.

## Estil i llenguatge

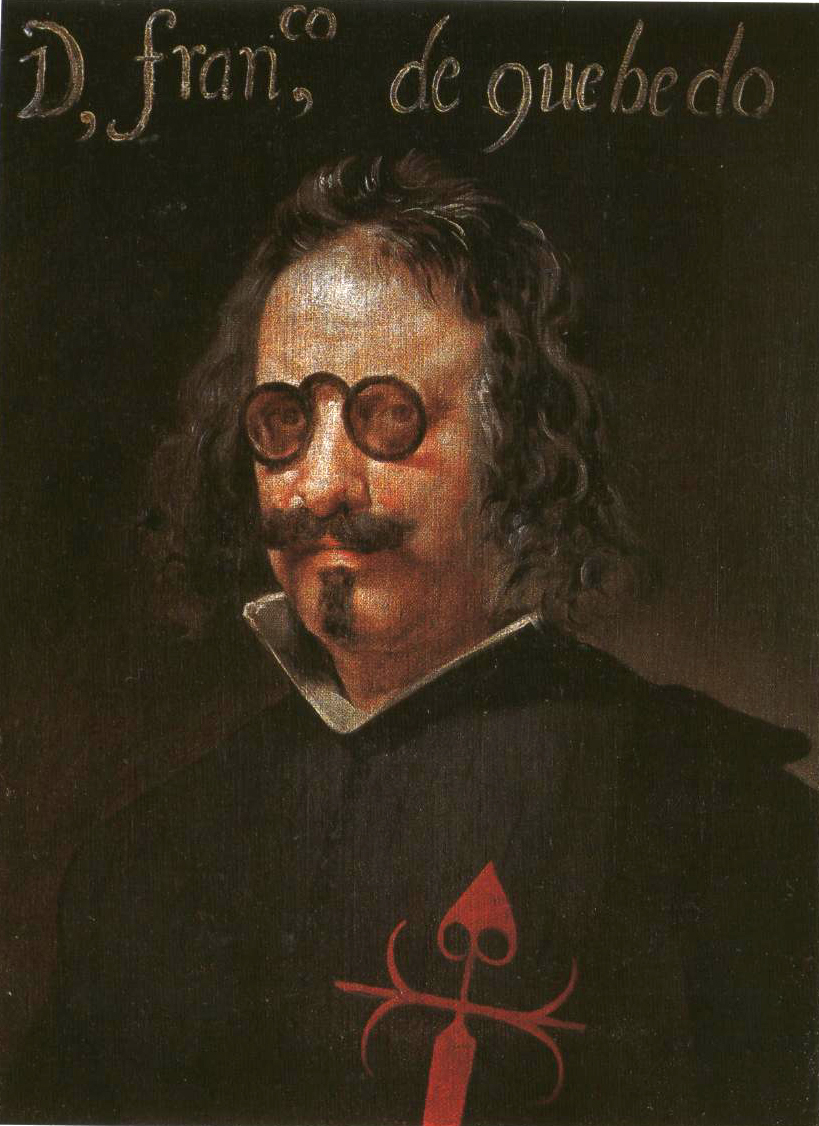
Retrat de Francisco de Quevedo

S'ha debatut la unitat dels Sueños de Quevedo com a conjunt orgànic o com a peces independents. Al pròleg d'El alguacil endemoniado ja es perfila la possibilitat d'una sèrie de sàtires, una teoria que es veu reforçada amb les nombroses dedicatòries i al·legories que es troben als pròlegs de cada un dels cinc somnis. Cadascun constitueix una unitat subratllada per la mateixa temàtica i fantasia moral i les mateixes burles ultraterrenals.
Quevedo no va fer servir mai cap pla preestablert per estructurar la seva obra. En els tres primers Sueños es percep una línia organitzativa central, ja que es corresponen amb les darreries de l'ésser humà catalogades per l'Església catòlica: la mort, l'Infern i el Judici Final. El Sueño del Juicio Final en seria una mena de pròleg, i el Sueño de la muerte el final de la sèrie. Per ells mateixos, cadascun dels Sueños posseeix una intertexualitat única, a més a més de figures retòriques i sàtires amb lleus intents d'agrupació entorn a la resta.
Tot i que la major part de les fonts de Quevedo són humanistes, l'autor les adapta d'acord amb els personatges i les situacions coetànies. Algunes de les fonts que utilitza i manipula intertextualment són Juvenal, Virgili, Erasme i Llucià. Com que el tema més recurrent en Quevedo és la sàtira dels oficis i els estats de les persones, en aquestes sàtires se'n troba més o menys el mateix repertori. L'autor se serveix dels oficis més baixos i de figures ridícules, com la dels hidalgos, per atacar els vicis de la corrupta, hipòcrita i vanitosa societat de l'anomenat Siglo de Oro.
També hi critica els metges, «el més gran enemic de la vida», i els apotecaris, que acusa d'emmalaltir els seus clients a base de vendre'ls porqueries. El conservadorisme ideològic de Quevedo ressalta els trets ridiculitzadors de cada estrat social a l'Espanya de Felip IV, per tal de posar en relleu la corrupció generalitzada dels costums i de la naturalesa humana que es vivia a la societat del segle d'or espanyol.
A la seva època, els Sueños foren classificats com una «obra d'enginy»i és probable que fossin llegits com una obra d'entreteniment més que no pas com una sàtira social. És una de les obras més audaces del barroc espanyol, tant per la temàtica com pel llenguatge que s'hi fa servir. Quevedo hi utilitza temes àmpliament difosos per l'Església i els reinterpreta a la seva manera, a fi de combinar les temàtiques cultes amb la tradició popular. La intenció moralitzadora de Quevedo té com a objectiu la societat urbana, ja que rares vegades els seus personatges exemplifiquen els membres de la classe rural. A l'autor li interessen aquests sectors perquè són amb els que més es relaciona i, com a escrivà fidel, mostra una devoció gairebé religiosa pels seus superiors, cosa que no els deslliura d'acabar sent l'objectiu de les seves crítiques, com és el cas del comte duc d'Olivares o el rei Felip mateix, a El chitón de las tarabillas ('El silenci dels xerraires').

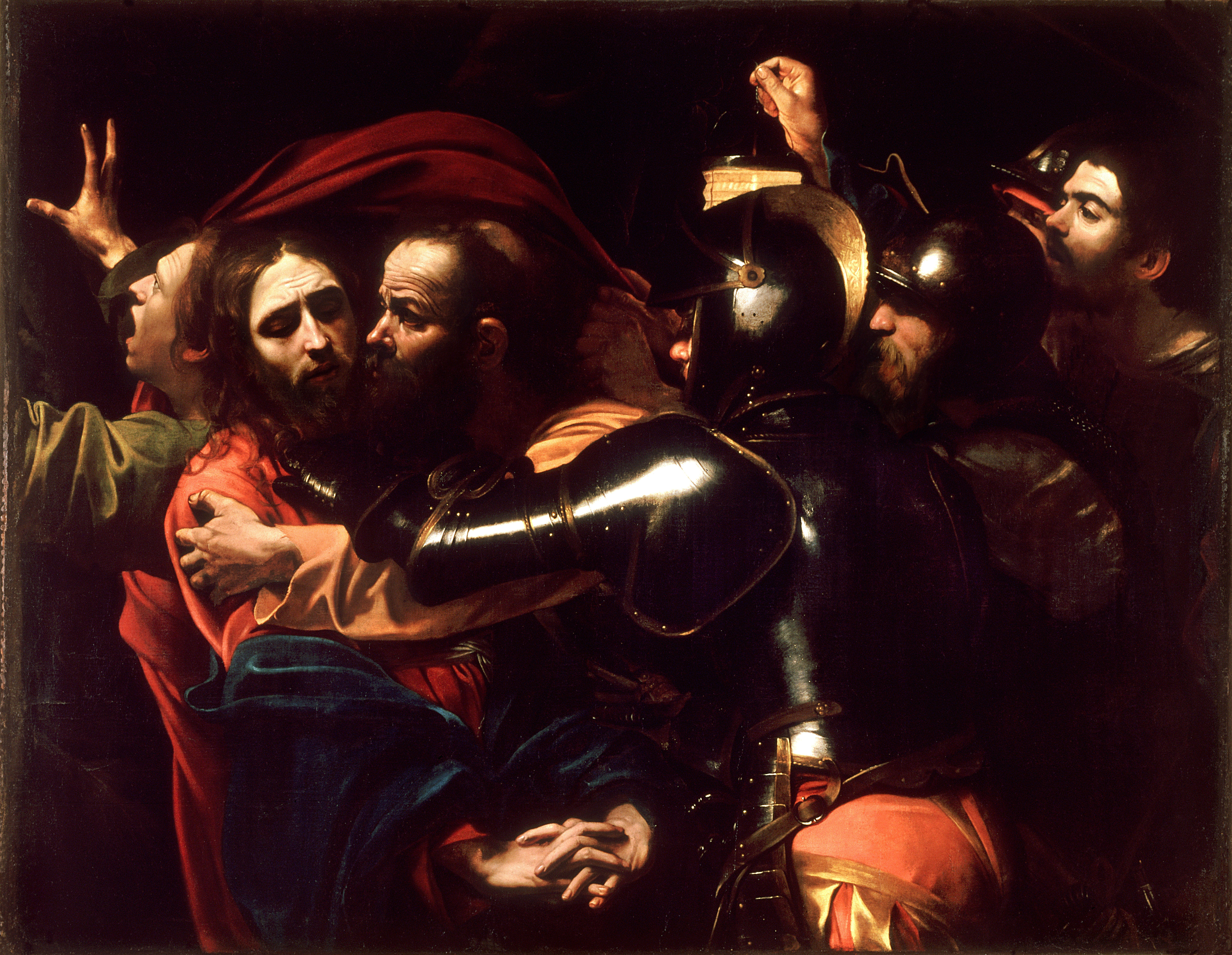
La captura de Crist, de Michelangelo Merisi da Caravaggio (c. 1602); Judes Iscariot és una constant en l'obra de Quevedo i una de les seves obsessions personals

Els Sueños no representen, com han volgut veure-hi alguns estudiosos, una coherència i una profunditat satírica, como sí que en trobem a El Criticón de Baltasar Gracián. El fil conductor dels atacs a races, vicis, nacionalitats i fins i tot defectes físics obeeix tan sols a les obsessions particulars de Quevedo, que repeteix les mateixes fórmules estilístiques que en altres obres seves. També podem considerar la seva obra un reflex fidel de la seva ideologia política, que molts autors consideren conservadora, gairebé fanàtica. Per exemple, el personatge de Judes Iscariot —que sempre va fascinar Quevedo—, és representat per l'autor castellà com a jueu, comerciant, pèl-roig i homosexual. Així doncs, encarna tots els vicis dels grups humans que Quevedo ataca amb sorna a les seves obres, sobre la base de les seves idees morals i socials.
Tot al llarg de la seva obra Quevedo mostra un caràcter marcadament misogin, ja que atribueix a la dona qualitats negatives com ara la cobdícia, la venalitat, la deshonestedat, la bellesa artificial, la hipocresia i la mentida, amb què titlla especialment les dones boniques. Aquest motiu és bastant recurrent en l'autor i el va desenvolupar en alguns dels seus sonets. Quevedo atribueix la ruïna d'Espanya al poder corruptor dels diners i a l'obsessió per obtenir-ne tant sí com no, a través d'un tarannà satíric i burlesc. Tot i que molts autors pressuposen que Quevedo hi manté una actitud reformista, la conclusió generalment acceptada posa en primer pla la dimensió purament literària dels Sueños i en disminueix l'abast social.
El filòleg navarrès Ignacio Arellano considera els Sueños «l'atac més esmolat contra tot el sistema polític i social que s'hagi escrit mai durant el període de decadència de la monarquia espanyola». D'altres autors, com ara l'hispanista nord-americà James O. Crosby, matisen aquesta hipòtesi i assenyalen que l'atac no va contra el sistema en si, sinó contra la monstruosa corrupció que amenaçava fins i tot la vigència mateix de l'aparell monàrquic.

## Anàlisi

### Sueño del Juicio Final

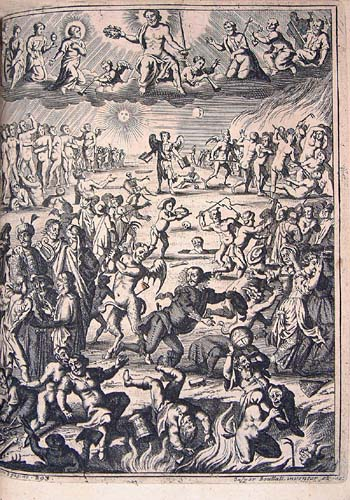
Il·lustració del Judici Final en una edició del 1699 (Anvers, Henricus i Cornelius Verdussen)

És el primer Sueño, i es caracteritza per ser el més breu, jocós i informal, a diferència d'altres obres de Quevedo del mateix període com ara El Buscón. El tema del Judici Final —un dels preferits de la Contrareforma— és tan sols un pretext per anar enfilant escenes soltes sobre els diversos oficis del món i per engaltar graciosos jocs de paraules. Crosby conjectura que aquesta obra no es va arribar a publicar mai en la seva forma original, a causa de les poderoses crítiques contra elements de l'Espanya filipista.
La justícia i la seva aplicació a l'època de Quevedo constitueix un dels tòpics sobre els quals es basa aquest somni. Un altre dels elements importants és la degradació física, la mutilació gairebé grotesca, dels condemnats, que es va repetint al llarg del text.
Aquesta narració comença amb l'inseriment de set textos clàssics, entre els quals un d'Homer. El narrador, que es compara a ell mateix amb diversos reis i profetes de l'Antic Testament, assenyala que el seu somni és d'inspiració divina.
A la primera part, Quevedo satiritza alguns passatges de l'Apocalipsi de sant Joan, en forma de visions iròniques sobre el cel i l'infern. Tota l'acció es desenvolupa en una vall, d'acord amb el que es narra al Llibre de Joel. El narrador observa l'espectacle des d'una costera i assenyala tot de dificultats per percebre bé el que va succeint, cosa que atorga un inusual dramatisme a l'escena.
Les referències al pas del temps són bastant abstractes, fins al punt que no es pot reconstruir o calcular la durada del Judici Final. En destaca la condemnació dels escrivans i els fariseus, que s'esdevé abans de la presentació de Judes, Mahoma i Luter com els màxims pecadors de la humanitat.
Finalment, el desordre estructural i la manca de lògica permeten a Quevedo representar l'astorament dels éssers humans desprevinguts davant l'arribada del Judici Final. Una escena que es podria considerar majestuosa i absolutament fenomenal esdevé una paròdia plagada d'ironies i irreverències. Al final del Sueño, el narrador es desperta i conclou l'escrit manifestant que el seu objectiu és la meditació i la reflexió.

### El alguacil endemoniado
A diferència del Sueño del Juicio Final, aquesta sàtira és la primera presentada en forma de discurs o col·loqui entre un interlocutor i el Diable. El sacerdot Calabrés, capellà hipòcrita i realitzador d'exorcismes, és l'altre personatge d'El alguacil endemoniado. Intenta repetidament exorcitzar el dimoni que ha posseït l'agutzil, tot i que no hi té gaire èxit. Segons Crosby, Calabrés representa tots aquells que callen la veritat, sigui per por o per vetllar pels seus propis interessos. Quevedo mateix, per por de la repressió ideològica, es va negar a publicar molts dels seus escrits tal com els havia escrits.

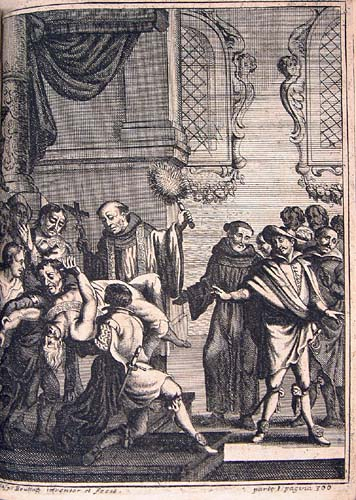
El alguacil endemoniado

Mossèn Calabrés, un clergue d'alt rang a l'Espanya filipista, personalitza la sàtira burlesca i àcida que Quevedo engalta contra l'enorme poder de l'Església espanyola. La sàtira és molt agosarada, ja que durant la paròdia de l'exorcisme Calabrés manté una conversa personal i directa amb l'esperit del mal, cosa prohibida específicament pel Rituale romanum.
Quevedo situa l'acció d'El alguacil endemoniado a la parròquia de San Pedro Mártir de Madrid. En aquest context físic s'entrelluquen diverses implicacions socioculturals de l'obra, com ara la crítica a les supersticions populars, que atribuïen als dimonis tots els mals de la societat. Quevedo coneixia bé aquest fenomen i tot al llarg de la seva obra el ridiculitza i el fa aparèixer com a obsolet i passat de moda. La tria de l'església de San Pedro Mártir com a vehicle per narrar l'obra no és cap casualitat: des de mitjan segle xvi circulava una llegenda popular que atorgava facultats sobrenaturals a una campana que hi va haver a la torre mudèjar de San Pedro fins al 1567. Situar un exorcisme en un lloc com aquell és una al·lusió encoberta al poder de la campana, que protegia contra els llamps i els dimonis. Calabrés representa una realitat molt comuna a l'Espanya de Quevedo: religió i creences supersticioses com a element fonamental d'una societat regida per l'Església. La Inquisició, representada pel seu sant patró —sant Pere Màrtir—, era omnipresent en tots els aspectes de la societat i exercia una influència massa poderosa que Quevedo intenta retratar en el seu discurs.
Calabrés acusa el diable de mentir i posa en dubte la veracitat de les seves paraules, tot escudant-se en les nombroses condemnes que l'Església ha llançat contra ell en el decurs dels segles. El sacerdot s'ha col·locat ell mateix en una posició que el converteix en una mena d'antagonista de la veritat, per la qual cosa el diable li recorda algunes llegendes grecoromanes sobre la Veritat i la Justícia. Al final, Quevedo demana als seus lectors que llegeixin amb atenció El alguacil endemoniado, perquè alguna cosa certa deu haver-hi amagada dins els mots del dimoni, tractat injustament per mossèn Calabrés.
El darrer paràgraf del text conté quatre citacions sobre personatges que tradicionalment han estat considerats dolents, com ara Herodes Antipes o Caifàs, els quals Quevedo intenta analitzar imparcialment per descobrir la veritat de les seves accions. Són citacions complicades i enigmàtiques, que, amb tot i això, guarden una gran relació amb els exorcismes.

### Sueño del Infierno

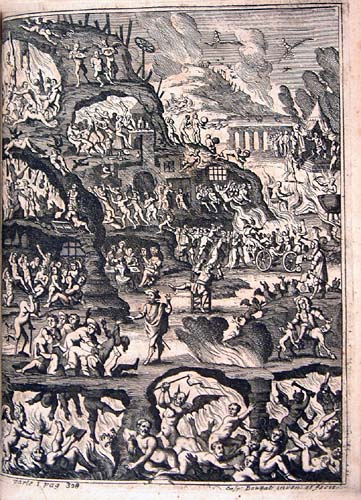
El sueño del Infierno

Per diferenciar-se de l'estil jocós i desimbolt propi d'El alguacil endemoniado, Quevedo fa servir aquí un llenguatge més brusc i hostil envers els seus lectors, que es pot notar des de les primeres línies del pròleg. La raó més poderosa que s'ha adduït per a aquest canvi podria ser l'animadversió dels seus contemporanis per Quevedo, que havia satiritzat la repressiva societat espanyola en les seves dues obres anteriors, també esmentades per l'autor mateix dins la introducció en un intent d'afirmar la seva propietat literària sobre la sèrie.
Quevedo afirma la veritat suprema que conté el Sueño del Infierno amb elegància i majestuositat, tot i que tan bon punt hi entra el seu estil es torna groller i lloa els dimonis que habiten l'avern. A través del relat es constata l'horror que experimenta el narrador dins l'infern, on es troba «gent pitjor que Judes». Al final del discurs en surt aterrit, si bé no experimenta la pau per haver deixat l'infern sinó que conserva l'espant d'haver-hi conegut Llucifer.
La narració se centra en una persona de nom desconegut que no pot obtenir la pau, similar al Dant de l'Infern. Quevedo no mostra un propòsit piadós; al contrari, parodia diversos passatges de la Bíblia relatius a l'inframon, per gaudir de manera frívola dels plaers carnals de l'infern, tan sols a través de la seva experiència i deixant de banda el dogma catòlic. És un dels narradors més complexos de tot el corpus de Quevedo.
Al final, el narrador visita la cambra de Llucifer, una escena que és considerada el cim d'aquesta obra por la seva ironia i deshumanització. L'espectacle és macabre i Quevedo es burla del dimoni pel fet que col·loqui els reis i emperadors del món com a ornamentació de la sala. Quevedo també hi satiritza les dones i els homes adúlters. Per fer-ho, utilitza el sarcasme, la desfiguració i la falsificació, uns recursos molt comuns en la seva obra.
A través de la figura del diable, Quevedo es permet transgredir molts dels límits literaris i verbals de la moral de l'època. El paradigma del món al revés li permet a l'autor de satiritzar les convencions de la noblesa, l'honor, la castedat, la conquesta d'Amèrica i fins i tot els esquerrans.

### El mundo por de dentro

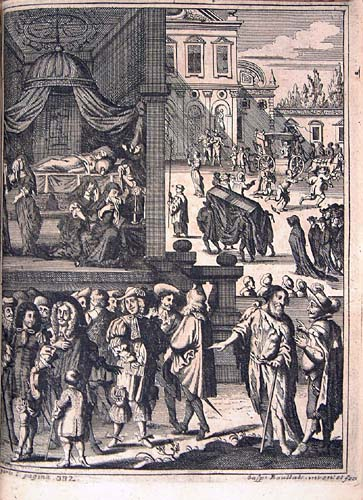
El mundo por de dentro

És el discurs menys humorístic i més moralitzador de Quevedo, que en deixa molts passatges al judici interpretatiu que en puguin fer els lectors. Des del títol s'anuncia la voluntat d'analitzar el «món interior», ja que l'autor fa uns aclariments importants respecte al món «de per fora» i «de per dins». Malgrat tot, però, això no obsta perquè Quevedo rebutgi els models moralistes més propers a la seva època per privilegiar els de l'antiguitat pagana, com ara els socràtics.
A les primeres línies del discurs es menciona la condició humana d'acord amb l'ascetisme contrareformista, mentre que el segon paràgraf ja esdevé una confessió personal sobre els errors mundans del narrador. Tot aquest conjunt manté una gran similitud amb el poema Heráclito cristiano ('Heràclit cristià'), escrit per Quevedo anys més tard. La narració, a partir d'aquí, agafa un tombant al·legòric i oníric matisat per dos personatges centrals: el jove, narrador ingenu, i el vell, guia i pastor del seu pupil. El vell representa l'antiquíssima tradició clàssica de la Veritat, com ara el paper que fa Virgili durant les escenes més significatives de La Divina Comèdia dantesca.
La dinàmica de tot el discurs planteja el conflicte, moltes vegades irresoluble, entre la ingenuïtat i la noblesa del jove, que s'estima més els plaers humans, i el desencís del vell, que basa la seva experiència en la vida i en la doctrina cristiana. L'acció s'esdevé en una ciutat on la universalitat de la hipocresia és un dels temes fonamentals. El vell critica tot d'aspectes del comportament social dels personatges, un discurs fortament arrelat a la tradició judeocristiana. Quevedo satiritza especialment les frustracions sexuals i el masclisme, una qüestió que ocupa gairebé la meitat de l'obra.

### Sueño de la muerte

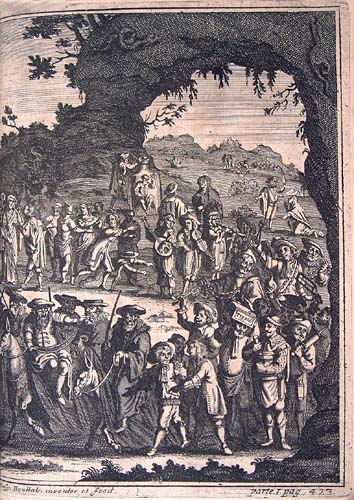
Sueño de la muerte

El narrador, deprimit, comença un viatge per l'inframon, on la Mort li fa de guia. Tot al llarg del trajecte es va trobant diversos personatges morts de la història d'Espanya, entre els quals el marquès de Villena, que protagonitza una aspra crítica de l'estat de la societat peninsular.
De tots els Sueños, el de la mort és el més fosc i el més precís. També és aquí on es poden trobar més al·lusions ideològiques per part de Quevedo, sobretot pel que fa als metges, una particularíssima obsessió personal de l'autor. Quevedo es burla de la imatge tradicional de la Mort i fins i tot en distorsiona l'aspecte físic per tal d'allunyar-se de les supersticions de la seva època.
La figura del tribunal de la Mort constitueix una de les innovacions més conegudes de tots els Sueños. Directament, es tracta d'una paròdia del tribunal de Déu que apareix al Sueño del Juicio Final. En aquest cas, la Mort està envoltada dels elements més negatius del caràcter humà, com ara l'Enveja i l'Avarícia, en contraposición altra vegada als integrants del tribunal de Déu. Tot plegat fa les funcions d'element moralitzant, malgrat el seu caràcter summament profà.
Aquesta és també l'obra de caràcter més sexual de tota la sèrie. Tot al llarg de les seves pàgines, hi ha una quantitat ingent de personatges i situacions que al·ludeixen directament a la rígida moral sexual de l'època de Quevedo. Una escena, per posar tan sols un exemple, parodia El jardí de les delícies del Bosch.

## Edicions

### Antigues
- Sueños y discursos de verdades descubridoras de abusos, vicios y engaños, en todos los oficios y estados del mundo, Barcelona, Esteve Liberós, 1627.
- Sueños y discursos de verdades descubridoras de abusos, vicios y engaños, en todos los oficios y estados del mundo, València, Joan Baptista Marçal, 1627.
- Sueños y discursos de verdades descubridoras de abusos, vicios y engaños, en todos los oficios y estados del mundo, Saragossa, Pedro Cabarte, 1627.
- Desvelos soñolientos y verdades soñadas, Saragossa, Pedro Vergés, 1627.
- Sueños y discursos o desvelos soñolientos, Barcelona, Pere Lacavalleria, 1628.
- Juguetes de la niñez y travesuras del ingenio, Madrid, viuda d'Alonso Martín, 1631.

### Modernes

#### Dins les obres completes
- Obras completas de don Francisco de Quevedo, edició d'Aureliano Fernández-Guerra, dos volums, Madrid, BAE, 1845-1849.
- Obras completas: Obras en prosa, edició de Luis Astrana Marín, Madrid, M. Aguilar, 1916.
- Obras completas: Obras en prosa, edició de Felicidad Buendía, Madrid, M. Aguilar, 1958. Reimpresa el 1961 i el 1972.
- Francisco de Quevedo: Parte de obra completa, Madrid, Espasa Calpe, 1997.
- Obras festivas y jocosas, Barcelona, MRA, 1997.
- Prosa completa: Obras satíricas y festivas, Madrid, Ediciones Ibéricas, 1997.
- Obras jocosas, Arganda del Rey, Edimat, 1998.
- Poesía moral: Polimnia, edició d'Alfonso Rey, Madrid, Támesis, 1998.
- Prosa festiva y satírica, Madrid, Aguilar, 2002.
- Antología de Quevedo, edició de Gabriel Maldonado, Boadilla del Monte, Acento Editorial, 2003.
- Obras completas en prosa, dos volums, edició d'Alfonso Rey, Madrid, Castalia, 2003.
- Prosa satírica, edició d'Ignacio Arellano, Madrid, Ollero-Ramos, 2003.

#### Individuals
- Las zahúrdas de Plutón, Poitiers, Mas, 1955.
- Sueños y discursos, edició de Felipe Maldonado, Madrid, Castalia, 1973.
- Los sueños, edició de José Antonio Álvarez Vázquez, Madrid, Alianza, 1983.
- Los sueños, edició de Henry Ettinghausen, Barcelona, Planeta, 1984.
- Los sueños, edició de Mercedes Etreros, Barcelona, Plaza & Janés, 1984.
- Sueños y discursos, edició de James O. Crosby, Madrid, Castalia, 1993.
- Los sueños, Madrid, Alianza, 1998.
- Los sueños, edició d'Ignacio Arellano i Carmen Pinillos, Madrid, Espasa Calpe, 1998, reeditat el 2001.
- Sueños, Madrid, Ediciones Libertarias-Prodhufi, 1998.
- Los sueños, edició d'Ignacio Arellano, Madrid, Cátedra, 1999.
- Los sueños, Barcelona, Edicomunicación, 1999.
- Sueños y discursos, Barcelona, Bibliotex, 1999.
- Los sueños, edició d'Àlex Broch, Barcelona, Grupo Océano, 2000.
- Los sueños, Arganda del Rey, Edimat Libros, 2000.
- Los sueños, Barcelona, Planeta, 2002.